# Her Awakening (film 1912)
Her Awakening è un cortometraggio muto del 1912 diretto da Hay Plumb.
Non si conoscono altri dati del film prodotto dalla Hepworth, distrutto nel 1924 dallo stesso produttore, Cecil M. Hepworth che, in gravi difficoltà finanziarie, giunse a tanto per poter recuperare il nitrato d'argento della pellicola.

## Trama
La moglie di un povero pescatore tradisce il marito con un amante elegante e sofisticato. Quando questi la lascia, la donna - che sta per annegare in mare - viene salvata dal marito.

## Produzione
Il film fu prodotto dalla Hepworth.

## Distribuzione
Distribuito dalla Hepworth, il film - un cortometraggio in una bobina  - uscì nelle sale cinematografiche britanniche nell'ottobre 1912.